# 130090 Heatherbowles
130090 Heatherbowles este o planetă minoră (asteroid) din centura de asteroizi. A fost descoperită pe 4 decembrie 1999 la Catalina Station⁠(d) de Catalina Sky Survey. 
Obiectul prezintă o orbită caracterizată de o semiaxă mare de 2,5446322519024 UAi, o excentricitate de 0,16, o înclinație de 13,7 ° în raport cu ecliptica.